# Jean Todt
Jean Todt (Pierrefort, Cantal, Francia, 25 de febrero de 1946) es un exdirigente deportivo del automóvil y excopiloto de rallies que fue presidente de la Federación Internacional del Automóvil (FIA) durante doce años (2009 a 2021). Fue parte de la directiva de Ferrari junto a Ross Brawn, Michael Schumacher y Rory Byrne y director de la Scuderia Ferrari hasta el 2008.

## Trayectoria

### Copiloto (1973-1981)
Fue copiloto de rally durante diez años para diferentes pilotos: Hannu Mikkola, Achim Warmbold, Ove Andersson, Guy Fréquelin, entre otros. Compitió en el Campeonato Mundial de Rally desde 1973 a 1981, logrando cuatro victorias y el Campeonato de Constructores para el equipo Peugeot Talbot Sport en 1981.

### Director de equipo de Peugeot Sport (1984-1993)
Al acabar su carrera como copiloto pasó a formar parte del departamento deportivo de Peugeot como encargado de organizar y diseñar la construcción del Peugeot 205 Turbo 16. Conseguiría el título de campeón del mundo de constructores en 1985 y 1986, además de ganar como director técnico de Peugeot el rally París-Dakar cuatro veces: en 1987, 1989, 1990 y 1991, siendo su piloto Ari Vatanen, con quien luego contenderia en la lucha por el cargo de la presidencia de la FIA. Todt también dirigió el programa de Peugeot de prototipos Le mans cuando la marca ingreso en 1992, año en el que ganaron las 24 Horas de Le Mans con el Peugeot 905 conducido por Derek Warwick , Yannick Dalmas y Mark Blundell y, en 1993, nuevamente triunfan en Le Mans, tres coches 905B conducidos por Geoff Brabham ,Christophe Bouchut y Éric Hélary lograron un 1 -2-3 victoria.

### Ferrari (1993-2008)

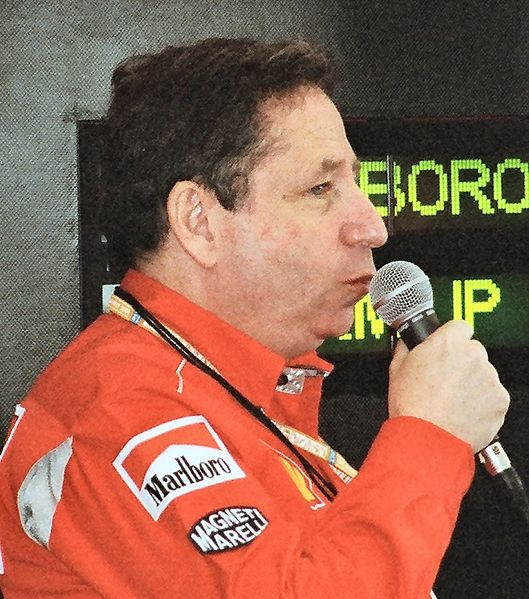
Jean Todt en 2001 durante su etapa en Ferrari.

En 1993, debido a la negativa de Peugeot a entrar en la Fórmula 1 como escudería, Todt abandonó Peugeot Sport y se enroló en la Scuderia Ferrari como director de la gestión deportiva. Gracias a los fichajes de Michael Schumacher, y Ross Brawn y Rory Byrne como ingenieros, consiguió ganar seis títulos mundiales de constructores desde 1999. En 2004 fue nombrado director general de la escudería. Al final de la temporada 2006 fue nombrado CEO de Ferrari, aunque en la temporada 2007 aún compaginó sus cargos administrativos con la sección deportiva, volviendo a conseguir el campeonato de pilotos y el de constructoras (su séptimo título), esta vez con el pilotaje del finlandés Kimi Räikkönen. En la temporada 2008 dejaba la dirección deportiva de la escudería en manos de Stefano Domenicali, y el 19 de marzo de ese mismo año se anunció que el francés dimitía como administrador delegado de Ferrari por razones personales, siendo sustituido por Amedeo Felisa, pasando a ocupar un nuevo puesto como consejero especial del presidente de Ferrari, Luca Cordero di Montezemolo. En marzo de 2009 abandonó dicho cargo.

### FIA
El 23 de octubre de 2009 fue nombrado presidente de la Federación Internacional del Automóvil (FIA), en sustitución de Max Mosley.

## Vida personal
Contrae matrimonio con la actriz Michelle Yeoh. Tiene un hijo de nombre Nicolas, mánager de pilotos y copropietario de ART Grand Prix.

## Resultados

### Campeonato Mundial de Rally
| Año         | Piloto               | Automóvil                | 2       | 3       | 4       | 5       | 6       | 7       | 8     | 9       | 10      | 9       | Pos. | Puntos |
| ----------- | -------------------- | ------------------------ | ------- | ------- | ------- | ------- | ------- | ------- | ----- | ------- | ------- | ------- | ---- | ------ |
| 1973        | Ove Andersson        | Alpine-Renault A110 1800 | MON 2   |         |         |         |         |         |       |         |         |         | ?    | ?      |
| 1973        | Ove Andersson        | Toyota Celica            |         | POR Ret |         |         |         |         |       |         |         |         | ?    | ?      |
| 1973        | Ove Andersson        | Peugeot 504              |         |         | KEN 3   |         |         |         |       |         |         |         | ?    | ?      |
| 1973        | Jean Guichet         | Peugeot 504              |         |         |         | MAR Ret |         |         |       |         |         |         | ?    | ?      |
| 1973        | Achim Warmbold       | BMW 2002                 |         |         |         |         | GRE Ret |         |       | AUS 1   | SRM Ret | GBR 15  | ?    | ?      |
| 1973        | Achim Warmbold       | Fiat 124 Abarth Spider   |         |         |         |         |         | POL 1   | FIN 8 |         |         |         | ?    | ?      |
| 1974        | Achim Warmbold       | Opel Ascona              | POR Ret |         |         |         |         |         |       |         |         |         | ?    | ?      |
| 1974        | Achim Warmbold       | BMW 2002                 |         |         | FIN 13  |         |         |         |       |         |         |         | ?    | ?      |
| 1974        | Hannu Mikkola        | Peugeot 504              |         | KEN Ret |         |         |         |         |       |         |         |         | ?    | ?      |
| 1975        | Hannu Mikkola        | Fiat 124 Abarth Spider   | MON 2   | SWE Ret |         |         | POR 2   |         |       |         |         |         | ?    | ?      |
| 1975        | Hannu Mikkola        | Peugeot 504              |         |         | KEN Ret | MAR 1   |         |         |       |         |         |         | ?    | ?      |
| 1975        | Hannu Mikkola        | Toyota Celica            |         |         |         |         |         | GBR Ret |       |         |         |         | ?    | ?      |
| 1976        | Hannu Mikkola        | Toyota Corolla           | POR Ret |         | GRE Ret |         |         |         |       |         |         |         | ?    | ?      |
| 1976        | Hannu Mikkola        | Peugeot 504 V6 Coupe     |         | SAF Ret |         | MAR Ret |         |         |       |         |         |         | ?    | ?      |
| 1976        | Hannu Mikkola        | Peugeot 104              |         |         |         |         | COR 10  |         |       |         |         |         | ?    | ?      |
| 1976        | Hannu Mikkola        | Toyota Celica            |         |         |         |         |         | GBR Ret |       |         |         |         | ?    | ?      |
| 1977        | Jean-Pierre Nicolas  | Opel Kadett GT/E         | MON Ret |         |         |         |         |         |       |         |         |         | ?    | ?      |
| 1977        | Jean-Pierre Nicolas  | Peugeot 504 V6 Coupe     |         | SAF Ret |         |         |         |         |       |         |         |         | ?    | ?      |
| 1977        | Jean-Claude Lefebvre | Peugeot 104              |         |         | COR 10  |         |         |         |       |         |         |         | ?    | ?      |
| 1978        | Timo Makinen         | Peugeot 504 V6 Coupe     | SAF Ret |         | CDM 2   |         |         |         |       |         |         |         | ?    | ?      |
| 1978        | Timo Makinen         | Peugeot 104              |         | POR 7   |         |         |         |         |       |         |         |         | ?    | ?      |
| 1979        | Jean-Pierre Nicolas  | Porsche 911              | MON 6   |         |         |         |         |         |       |         |         |         | ?    | ?      |
| 1979        | Jean-Pierre Nicolas  | Talbot Sunbeam           |         |         | CDM Ret | COR Ret |         |         |       |         |         |         | ?    | ?      |
| 1979        | Timo Makinen         | Peugeot 504 V6 Coupe     |         | SAF Ret |         |         | CDM Ret |         |       |         |         |         | ?    | ?      |
| 1980        | Guy Frequelin        | Talbot Sunbeam           | MON Ret | POR 3   |         |         | SRM 4   | COR Ret | GBR 3 |         |         |         | ?    | ?      |
| 1980        | Timo Makinen         | Peugeot 504 V6 Coupe     |         |         | GRE 10  | ARG Ret |         |         |       | CDM Ret |         |         | ?    | ?      |
| 1981        | Guy Frequelin        | Talbot Sunbeam           | MON 2   | POR 6   |         | COR 2   | GRE 4   | ARG 1   | BRA 2 | SRM Ret |         | GBR Ret | ?    | ?      |
| 1981        | Guy Frequelin        | Peugeot 504              |         |         | SAF Ret |         |         |         |       |         | CDM 5   |         | ?    | ?      |
| Referencias |                      |                          |         |         |         |         |         |         |       |         |         |         |      |        |